# Sheena Tosta
Sheena Tosta (née Johnson le 1er octobre 1982 à Camden) est une athlète américaine spécialiste du 400 mètres haies.

## Carrière sportive
Après une brillante carrière junior, Sheena Tosta se classe quatrième de la finale du 400 m haies des Jeux olympiques d'été de 2004 avec le temps de 53 s 83. Elle réalise son record personnel sur la distance cette même année, courant 52 s 95 lors des sélections olympiques américaines de Sacramento. Elle remporte son premier titre international majeur à l'occasion des Jeux panaméricains de 2007 à Rio de Janeiro, en devançant la Jamaïcaine Nickiesha Wilson.
En 2008, Sheena Tosta remporte la médaille d'argent des Jeux olympiques de Pékin, terminant avec le temps de 53 s 70 derrière la Jamaïcaine Melaine Walker. En fin de saison, elle prend la 5e place de la Finale mondiale de l'athlétisme disputée à Stuttgart.

## Palmarès
- Jeux olympiques d'été de 2008 à Pékin :
  -  Médaille d'argent du 400 m haies
- Jeux panaméricains de 2007 à Rio de Janeiro :
  -  Médaille d'or du 400 m haies